# Seznam římskokatolických diecézí v severní Evropě
Římskokatolická církev má v severní Evropě pět diecézí a dvě územní prelatury. Všechna tato území jsou bezprostředně podrobena Svatému stolci. Jejich biskupové jsou členy Skandinávské biskupské konference.

## Diecéze
- Diecéze Kodaň
- Diecéze Helsinky
- Diecéze Oslo
- Diecéze Reykjavík
- Diecéze Stockholm
- Územní prelatura Trondheim
- Územní prelatura Tromsø